# Imma Merino Serrat
Imma Merino Serrat (Castellfollit de la Roca, 1962) és professora d’història i teoria del Cinema i de periodisme cultural a la Universitat de Girona. Llicenciada en Filosofia per la UAB i doctora en comunicació per la UPF, i exerceix com a crítica cinematogràfica i periodista cultural a El Punt Avui. També col·labora regularment a la revista cultural L’Avenç. És autora del llibre Agnès Varda: espigadora de realidades y de ensueños (Donostia Kultura, 2019, de propera publicació en català a l'editorial Ela Geminada) i ha coeditat, amb Ariadna Lorenzo, el llibre Carol: bellesa subversiva del desig (Documenta Universitaria, 2019). Ha col·laborat en diversos llibres col·lectius, entre els quals destaquen Al otro lado de la ficción. Trece documentalistas españoles contemporáneos (Cátedra, 2007) i monografies sobre Jacques Demy, François Truffaut, Max Ophüls, Jacques Becker i Rainer Werner Fassbinder.